# Coleophora gypsella
Coleophora gypsella is een vlinder uit de familie van de kokermotten (Coleophoridae). De wetenschappelijke naam van de soort is voor het eerst geldig gepubliceerd in 1982 door Giorgio Baldizzone.